# Jacques K. Primeau
Jacques K. Primeau est un producteur et gérant d'artistes québécois né à Montréal. Associé au groupe humoristique Rock et Belles Oreilles dès sa formation comme gérant, sa carrière est intimement liée à celle des membres du groupe humoristique et à leurs carrières solo. La maison de production qu'il a établie en 1985 gère aussi la carrière d'autres artistes québécois, dont les Denis Drolet, Jean-Thomas Jobin, Bruno Marcil et Marie Plourde. Il a également présidé l'Association québécoise de l'industrie du disque, du spectacle et de la vidéo (ADISQ) de 2000 à 2003. De 2012 à 2019, il préside le conseil d'administration du Partenariat du Quartier des spectacles à Montréal. 

## Biographie
Né sur la 7e Avenue, entre Dandurand et Masson, dans le quartier Rosemont à Montréal, Primeau fait ses premières armes dans le domaine des communications pendant ses études à l'Université du Québec à Montréal, d'où il obtient un baccalauréat en arts en communication en 1984. 
C'est à titre de morning-man et journaliste à la station CIBL-FM. C'est à la radio communautaire de l'est de Montréal qu'il fait la connaissance des futurs membres de Rock et Belles Oreilles, Guy A. Lepage, André Ducharme, Bruno Landry, Yves Pelletier et Richard Z. Sirois, qu'il connaissait déjà pour l'avoir fréquenté à l'université.
En 1985, il met sur pied les Productions Jacques K. Primeau pour gérer la carrière artistique du groupe.
En février 2020, il devient directeur général du Festival international de jazz de Montréal, des FrancoFolies de Montréal, Montréal en Lumière et La Nuit Blanche, tout en continuant ses activités pour sa maison de gérance. 

## Honneurs
- 2009 - Prix reconnaissance UQAM[3]
- 2011 : Médaille d'honneur de l'Assemblée nationale[6]
- 2021 : Compagnon de l'Ordre des arts et des lettres du Québec[7].